# Piotr Perkowski
Piotr Perkowski (født 17. marts 1901 i Ovetjatje (i dag Drukhne i Vinnitsja oblast i Ukraine) i Det Russiske Kejserrige, død 12. august 1990 i Otwock, Polen) var en polsk komponist, professor og lærer.
Perkowski studerede komposition på Musikkonservatoriet i Warszawa, og privat hos Karol Szymanowski. Han forsatte herefter sine studier hos Albert Roussel på Musikkonservatoriet i Paris. Han skrev fire symfonier, sinfonietta, orkesterværker, kammermusik, opera, fem balletter, korværker, sange, og solostykker for mange instrumenter etc.
Perkowski var bl.a. leder af Musikafdelingen i Det Polske kulturministerium.

## Udvalgte værker
- Symfoni nr. 1 (1925) - for solister, kor, orgel og orkester
- Symfoni nr. 2 (1952-1955) - for orkester
- Symfoni nr. 3 "Dramatisk" (1963) - for orkester
- Symfoni nr. 4 (1981) - for orkester
- Sinfonietta (1927) - for orkester
- "Girlandy" (1961) - opera